# Campionati mondiali di nuoto in acque libere 2008
I V Campionati del Mondo di Nuoto in acque libere FINA si sono svolti a Siviglia, in Spagna, dal 3 all'8 maggio 2008. Il percorso di gara era un anello di 2,5 km nel fiume Guadalquivir che attraversa la città. Si sono disputate le seguenti gare:
- Sabato 3 maggio alle 10h 00 la 10 km femminile, 51 alla partenza.
- Domenica 4 maggio alle 10h 00 la 10 km maschile, 55 iscritti di cui 54 alla partenza.
- Martedì 6 maggio alle 10h 00 la 5 km femminile, 39 iscritte e 38 alla partenza; alle 12h 30 la 5 km maschile, 38 iscritti e 33 alla partenza.
- Giovedì 8 maggio alle 9h 00 la 25 km maschile, 23 alla partenza; alle 9h 15 la 25 km femminile, 17 alla partenza.

Le gare dei 10 km maschili e femminili erano anche valide come qualificazione per i Giochi di Pechino, dove ha esordito il nuoto di fondo.

## Medagliere
| Posizione | Paese         | O | A | B | Totale |
| --------- | ------------- | - | - | - | ------ |
| 1         | Russia        | 4 | 2 | 2 | 8      |
| 2         | Paesi Bassi   | 1 | 1 | 1 | 3      |
| 3         | Germania      | 1 | 0 | 1 | 2      |
| 4         | Gran Bretagna | 0 | 2 | 0 | 2      |
| 5         | Stati Uniti   | 0 | 1 | 1 | 2      |
| 6         | Spagna        | 0 | 0 | 1 | 1      |
| Totale    | Totale        | 6 | 6 | 6 | 18     |

## Risultati

### Uomini

#### 5km individuale
| Classifica   | Nome                    | Nazione       | Tempo       | Punti |
| 1            | Thomas Lurz             | Germania      | 54'57"3     | 18    |
| ------------ | ----------------------- | ------------- | ----------- | ----- |
| 2            | Vladimir Dyatchin       | Russia        | 54'58"8     | 16    |
| 3            | Maarten van der Weijden | Paesi Bassi   | 54'59"8     | 14    |
| 4            | Chad LaTourette         | Stati Uniti   | 55'04"5     | 12    |
| 5            | Christian Hein          | Germania      | 55'04"6     | 10    |
| 6            | Jose Francisco Hervas   | Spagna        | 55'05"4     | 8     |
| 7            | Diego Nogueira          | Spagna        | 55'06"4     | 6     |
| 8            | Evgeny Drattsev         | Russia        | 55'07"0     | 5     |
| 9            | Alex Schelvis           | Paesi Bassi   | 55'07"4     | 4     |
| 10           | Jarrod Ballem           | Canada        | 55'11"4     | 3     |
| 11           | Nicola Bolzonello       | Italia        | 55'17"5     | 2     |
| 12           | Josh Santacaterina      | Australia     | 55'19"0     | 1     |
| 13           | Andrea Righi            | Italia        | 55'20"2     | --    |
| 14           | Jakub Fichtl            | Rep. Ceca     | 55'20"7     | --    |
| 15           | Jose Kinderwater        | Stati Uniti   | 55'21"0     | --    |
| 16           | Andrew Beato            | Australia     | 55'24"4     | --    |
| 17           | Loic Branda             | Francia       | 55'25"8     | --    |
| 18           | Luiz Lima               | Brasile       | 55'27"3     | --    |
| 19           | Philippe Dubreuil       | Canada        | 55'32"1     | --    |
| 20           | Daniel Fogg             | Gran Bretagna | 55'36"3     | --    |
| 21           | Csaba Gercsák           | Ungheria      | 55'50"3     | --    |
| 22           | Konstyantyn Ukradyga    | Ucraina       | 58'00"7     | --    |
| 23           | Aljaz Ojstersek         | Slovenia      | 58'08"7     | --    |
| 24           | James Faure             | Sudafrica     | 58'20"1     | --    |
| 25           | Daniel Viegas           | Portogallo    | 58'38"7     | --    |
| 26           | Fabio Alves Lima        | Brasile       | 58'41"8     | --    |
| 27           | Yvan Hernandez          | Venezuela     | 58'46"2     | --    |
| 28           | Martin Andres Clement   | Argentina     | 58'48"8     | --    |
| 29           | Jan Posmourny           | Rep. Ceca     | 58'50"2     | --    |
| 30           | Johndry Segovia         | Venezuela     | 1h '01'03"4 | --    |
| 31           | Hu Di                   | Cina          | 1h 01'03"6  | --    |
| 32           | Christian Bayo          | Porto Rico    | 1h 01'21"6  | --    |
| squalificato | Xu Wenchao              | Cina          | --          | --    |
| non partito  | Mazen Aziz              | Egitto        | --          | --    |
| non partito  | Spyridōn Gianniōtīs     | Grecia        | --          | --    |
| non partito  | Chad Ho                 | Sudafrica     | --          | --    |
| non partito  | Gilles Rondy            | Francia       | --          | --    |
| non partito  | Mohamed El Zanaty       | Egitto        | --          | --    |

#### 10km individuale
Q = qualificato per le gare di Pechino
| Classifica   | Nome                     | Nazione       | Tempo     | Punti |
| 1            | Vladimir Dyatchin        | Russia        | 1:53:21.0 | 18 Q  |
| ------------ | ------------------------ | ------------- | --------- | ----- |
| 2            | David Davies             | Gran Bretagna | 1:53:21.3 | 16 Q  |
| 3            | Thomas Lurz              | Germania      | 1:53:27.2 | 14 Q  |
| 4            | Maarten van der Weijden  | Paesi Bassi   | 1:53:36.3 | 12 Q  |
| 5=           | Evgeny Drattsev          | Russia        | 1:53:37.6 | 9 Q   |
| 5=           | Ky Hurst                 | Australia     | 1:53:37.6 | 9 Q   |
| 7            | Mark Warkentin           | Stati Uniti   | 1:53:37.8 | 6 Q   |
| 8            | Valerio Cleri            | Italia        | 1:53:38.8 | 5 Q   |
| 9            | Spyridōn Gianniōtīs      | Grecia        | 1:53:39.1 | 4 Q   |
| 10           | Brian Ryckeman           | Belgio        | 1:53:39.4 | 3 Q   |
| 11           | Gilles Rondy             | Francia       | 1:53:39.4 | 2 Q   |
| 12           | Diego Nogueira           | Spagna        | 1:53:41.1 | 1     |
| 13           | Chip Peterson            | Stati Uniti   | 1:53:41.6 | --    |
| 14           | Luis Escobar             | Messico       | 1:54:32.0 | -- Q  |
| 15           | Ivan Lopez               | Messico       | 1:54:32.2 | --    |
| 16           | Damian Blaum             | Argentina     | 1:54:34.3 | --    |
| 17           | Jakub Fichtl             | Rep. Ceca     | 1:54:35.1 | --    |
| 18           | Petar Stoychev           | Bulgaria      | 1:54:35.7 | --    |
| 19           | Mohamed El Zanaty        | Egitto        | 1:54:36.4 | -- Q  |
| 20           | Christian Hein           | Germania      | 1:54:36.9 | --    |
| 21           | Alan Bircher             | Gran Bretagna | 1:54:44.2 | --    |
| 22           | Rostislav Vitek          | Rep. Ceca     | 1:54:44.7 | --    |
| 23           | Saleh Mohammad           | Siria         | 1:54:45.5 | -- Q  |
| 24           | Erwin Maldonado          | Venezuela     | 1:54:45.8 | --    |
| 25           | Rolando Salas            | Venezuela     | 1:54:46.0 | --    |
| 26           | Michael Dmitriev         | Israele       | 1:54:48.4 | --    |
| 27           | Mazen Aziz               | Egitto        | 1:54:57.4 | --    |
| 28           | Philippe Dubreuil        | Canada        | 1:54:59.4 | --    |
| 29           | Csaba Gercsák            | Ungheria      | 1:54:59.7 | --    |
| 30           | Jarrod Ballem            | Canada        | 1:55:04.4 | --    |
| 31           | Igor Chervynskiy         | Ucraina       | 1:55:13.4 | --    |
| 32           | Zu Li Jun                | Cina          | 1:55:22.4 | --    |
| 33           | Simone Ercoli            | Italia        | 1:55:37.3 | --    |
| 34           | Betrand Venturi          | Francia       | 1:55:37.6 | --    |
| 35           | Chad Ho                  | Sudafrica     | 1:56:50.1 | --    |
| 36           | Allan do Carmo           | Brasile       | 1:56:53.2 | --    |
| 37           | Alex Schelvis            | Paesi Bassi   | 1:57:08.8 | --    |
| 38           | Igor Snitko              | Ucraina       | 1:57:42.8 | --    |
| 39           | Roberto André Peñailillo | Cile          | 1:58:16.9 | --    |
| 40           | Li Yinhan                | Cina          | 1:58:30.6 | --    |
| 41           | Daniel Katzir            | Israele       | 1:59:04.5 | --    |
| 42           | Dzmitry Koptur           | Bielorussia   | 1:59:10.7 | --    |
| 43           | Martin Andres Clement    | Argentina     | 1:59:15.2 | --    |
| 44           | Marcelo Romanelli Soares | Brasile       | 1:59:45.1 | --    |
| 45           | Aljaz Ojstersek          | Slovenia      | 2:04:38.1 | --    |
| 46           | Evgenij Pop Acev         | Macedonia     | 2:08:01.7 | --    |
| 47           | Tihomir Ivanchev         | Bulgaria      | 2:09:49.1 | --    |
| 48           | Tin Tu Ling              | Hong Kong     | 2:10:22.2 | --    |
| squalificato | Grant Hackett            | Australia     | --        | --    |
| squalificato | Jose Francisco Hervas    | Spagna        | --        | --    |
| ritirato     | Tomislav Soldo           | Croazia       | --        | --    |
| ritirato     | Fouad Shkh Bakri         | Siria         | --        | --    |
| ritirato     | Daniel Viegas            | Portogallo    | --        | --    |
| ritirato     | Christian Bayo           | Porto Rico    | --        | --    |
| non partito  | Sung Mo Cho              | Corea del Sud | --        | --    |

#### 25km individuale
| Classifica | Nome                       | Nazione     | Tempo      | Punti |
| 1          | Maarten van der Weijden    | Paesi Bassi | 5h 04'01"1 | 18    |
| ---------- | -------------------------- | ----------- | ---------- | ----- |
| 2          | Mark Warkentin             | Stati Uniti | 5h 04'01"6 | 16    |
| 3          | Yuri Kudinov               | Russia      | 5h 04'02"4 | 14    |
| 4          | Petar Stoychev             | Bulgaria    | 5h 04'08"0 | 12    |
| 5          | Mohamed El Zanaty          | Egitto      | 5h 04'21"2 | 10    |
| 6          | Marco Mormentini           | Italia      | 5h 04'25"4 | 8     |
| 7          | Mazen Aziz                 | Egitto      | 5h 05'08"7 | 6     |
| 8          | Brendan Capell             | Australia   | 5h 06'40"8 | 5     |
| 9          | Daniel Katzir              | Israele     | 5h 06'45"2 | 4     |
| 10         | Rostislav Vitek            | Rep. Ceca   | 5h 07'02"6 | 3     |
| 11         | Josh Santacaterina         | Australia   | 5h 09'09"7 | 2     |
| 12         | Dmitry Solovyev            | Russia      | 5h 09'32"3 | 1     |
| 13         | Andrea Volpini             | Italia      | 5h 09'58"5 | --    |
| 14         | Stéphane Gomez             | Francia     | 5h 17'39"2 | --    |
| 15         | John Kenny                 | Stati Uniti | 5h 20'22"3 | --    |
| 16         | Simon Tobin                | Canada      | 5h 22'58"4 | --    |
| 17         | Jan Posmourny              | Rep. Ceca   | 5h 39'22"7 | --    |
| 18         | Fouad Shkh Bakri           | Siria       | 5h 57'46"8 | --    |
| ritirato   | Leonardo Exequiel Bastiani | Argentina   | --         | --    |
| ritirato   | Csaba Gercsák              | Ungheria    | --         | --    |
| ritirato   | Saleh Mohammad             | Siria       | --         | --    |
| ritirato   | Gilles Rondy               | Francia     | --         | --    |
| ritirato   | Tihomir Ivanchev           | Bulgaria    | --         | --    |

### Donne

#### 5km individuale
| Classifica  | Nome                   | Nazione       | Tempo       | Punti |
| 1           | Larisa Ilchenko        | Russia        | 1h 00'04'"6 | 18    |
| ----------- | ---------------------- | ------------- | ----------- | ----- |
| 2           | Ekaterina Seliverstova | Russia        | 1h 00'07'"8 | 16    |
| 3           | Chloe Sutton           | Stati Uniti   | 1h 00'09'"9 | 14    |
| 4=          | Jana Pechanová         | Rep. Ceca     | 1'00'16'"5  | 11    |
| 4=          | Zheng Jing             | Cina          | 1'00'16'"5  | 11    |
| 6           | Teja Zupan             | Slovenia      | 1h 00'18'"1 | 8     |
| 7           | Britta Kamrau          | Germania      | 1h 00'19'"2 | 6     |
| 8           | Kate Brookes-Peterson  | Australia     | 1h 00'19'"7 | 5     |
| 9           | Cathy Dietrich         | Francia       | 1h 00'20'"6 | 4     |
| 10          | Xenia Lopez            | Spagna        | 1h 00'20'"6 | 3     |
| 11          | Li Hong                | Cina          | 1h 00'22'"7 | 2     |
| 12          | Eva Berglund           | Svezia        | 1h 00'26'"1 | 1     |
| 13          | Swann Oberson          | Svizzera      | 1h 00'26'"4 | --    |
| 14          | Rachele Bruni          | Italia        | 1h 00'27'"2 | --    |
| 15          | Carolina Beneyto       | Spagna        | 1h 00'27'"7 | --    |
| 16          | Natalie Du Toit        | Sudafrica     | 1h 00'29'"2 | --    |
| 17          | Alexandra Bagley       | Australia     | 1h 00'29'"4 | --    |
| 18          | Edith van Dijk         | Paesi Bassi   | 1h 00'31'"7 | --    |
| 19          | Patricia Maldonado     | Venezuela     | 1h 00'34'"9 | --    |
| 20          | Karley Stutzel         | Canada        | 1h 00'49'"5 | --    |
| 21          | Charlotte Woolliscroft | Gran Bretagna | 1h 01'27'"7 | --    |
| 22          | Christine Jennings     | Stati Uniti   | 1h 01'37'"1 | --    |
| 23          | Nika Kozamernik        | Slovenia      | 1h 01'37'"7 | --    |
| 24          | Angela Maurer          | Germania      | 1h 01'38'"0 | --    |
| 25          | Giorgia Consiglio      | Italia        | 1h 01'38'"1 | --    |
| 26          | Maria da Penha Cruz    | Brasile       | 1h 01'41'"1 | --    |
| 27          | Zsofia Balazs          | Canada        | 1h 01'41'"3 | --    |
| 28          | Yanel Pinto            | Venezuela     | 1h 01'41'"3 | --    |
| 29          | Daniela Inacio         | Portogallo    | 1h 01'41'"4 | --    |
| 30          | Maaike Waaijer         | Paesi Bassi   | 1h 02'19'"9 | --    |
| 31          | Cassandra Patten       | Gran Bretagna | 1h 02'34'"2 | --    |
| 32          | Marilyn Cadour         | Francia       | 1h 02'35'"4 | --    |
| 33          | Louise Smyth           | Sudafrica     | 1h 02'38'"0 | --    |
| 34          | Antonella Bogarin      | Argentina     | 1h 02'43'"0 | --    |
| 35          | Darija Pop             | Montenegro    | 1h 06'02'"3 | --    |
| 36          | Malwina Bukszowana     | Polonia       | 1h 06'04'"5 | --    |
| 37          | Pamela Engel           | Brasile       | 1h 06'04'"9 | --    |
| 38          | Militza Rios           | Porto Rico    | 1h 13'16'"5 | --    |
| non partita | Marianna Lymperta      | Grecia        | --          | --    |

#### 10km individuale
Q = qualificata per le gare di Pechino
| Classifica | Nome                     | Nazione       | Tempo      | Punti |
| ---------- | ------------------------ | ------------- | ---------- | ----- |
| 1          | Larisa Ilchenko          | Russia        | 2h 02'02"7 | 18 Q  |
| 2          | Cassandra Patten         | Gran Bretagna | 2h 02'05"8 | 16 Q  |
| 3          | Yurema Requena           | Spagna        | 2h 02'07"2 | 14 Q  |
| 4          | Natalie Du Toit          | Sudafrica     | 2h 02'07"8 | 12 Q  |
| 5          | Jana Pechanova           | Rep. Ceca     | 2h 02'12"6 | 10 Q  |
| 6          | Poliana Okimoto          | Brasile       | 2h 02'13"5 | 8 Q   |
| 7          | Angela Maurer            | Germania      | 2h 02'13"6 | 6 Q   |
| 8          | Keri-Anne Payne          | Gran Bretagna | 2h 02'14"1 | 5 Q   |
| 9          | Aurélie Muller           | Francia       | 2h 02'14"2 | 4 Q   |
| 10         | Ana Marcela Cunha        | Brasile       | 2h 02'16"3 | 3 Q   |
| 11         | Edith van Dijk           | Paesi Bassi   | 2h 02'18"6 | 2 Q   |
| 12         | Yanqiao Fang             | Cina          | 2h 02'23"3 | 1 Q   |
| 13         | Teja Zupan               | Slovenia      | 2h 02'26"1 | --    |
| 14         | Alice Franco             | Italia        | 2h 02'27"8 | --    |
| 15         | Marianna Lymperta        | Grecia        | 2h 02'28"0 | --    |
| 16         | Margarita Dominguez      | Spagna        | 2h 02'36"6 | --    |
| 17         | Andreína Pinto           | Venezuela     | 2h 02'39"8 | -- Q  |
| 18         | Ksenija Popova           | Russia        | 2h 02'51"3 | --    |
| 19         | Rita Kovács              | Ungheria      | 2h 02'54"8 | --    |
| 20         | Erika Hajnal             | Ungheria      | 2h 02'55"1 | --    |
| 21         | Kirsten Groome           | Stati Uniti   | 2h 02'57"3 | --    |
| 22         | Imelda Martinez          | Messico       | 2h 03'11"5 | --    |
| 23         | Linsy Heister            | Paesi Bassi   | 2h 03'13"2 | --    |
| 24         | Alejandra Gonzalez       | Messico       | 2h 03'17"9 | --    |
| 25         | Melissa Gorman           | Australia     | 2h 03'18"4 | -- Q  |
| 26         | Martina Grimaldi         | Italia        | 2h 03'23"7 | --    |
| 27         | Olga Beresneva           | Israele       | 2h 03'30"1 | --    |
| 28         | Eva Berglund             | Svezia        | 2h 04'10"2 | --    |
| 29         | Yanel Pinto              | Venezuela     | 2h 04'30"1 | --    |
| 30         | Nataliya Samorodina      | Ucraina       | 2h 04'37"5 | --    |
| 31         | Micha Burden             | Stati Uniti   | 2h 04'39"4 | --    |
| 32         | Karley Stutzel           | Canada        | 2h 04'41"9 | --    |
| 33         | Kristel Köbrich          | Cile          | 2h 04'43"4 | --    |
| 34         | Velia Janse Van Rensburg | Sudafrica     | 2h 04'44"7 | --    |
| 35         | Xue Li                   | Cina          | 2h 04'59"7 | --    |
| 36         | Cathy Dietrich           | Francia       | 2h 04'59"8 | --    |
| 37         | Nika Kozamernik          | Slovenia      | 2h 05'01"4 | --    |
| 38         | Karla Sitic              | Croazia       | 2h 05'15"8 | --    |
| 39         | Britta Kamrau            | Germania      | 2h 05'27"8 | --    |
| 40         | Pilar Geijo              | Argentina     | 2h 06'07"1 | --    |
| 41         | Antonella Bogarin        | Argentina     | 2h 06'17"9 | --    |
| 42         | Zsofia Balazs            | Canada        | 2h 08'02"8 | --    |
| 43         | Brooke Fletcher          | Australia     | 2h 10'24"6 | --    |
| 44         | Natasha Tang Wing Yung   | Hong Kong     | 2h 14'24"3 | --    |
| 45         | Daniela Inacio           | Portogallo    | 2h 16'47"8 | --    |
| 46         | Nina Rangelova           | Bulgaria      | 2h 17'02"2 | --    |
| 47         | Darija Pop               | Montenegro    | 2h 17'29"6 | --    |
| 48         | Cindy Carolina Toscano   | Guatemala     | 2h 23'06"7 | --    |
| 49         | Inha Kotsur              | Bielorussia   | 2h 23'26"1 | --    |
| 50         | Militza Rios             | Porto Rico    | 2h 30'04"1 | --    |
| ritirata   | Swann Oberson            | Svizzera      | --         | --    |

#### 25km individuale
| Classifica   | Nome                  | Nazione     | Tempo      | Punti |
| ------------ | --------------------- | ----------- | ---------- | ----- |
| 1            | Ksenija Popova        | Russia      | 5h 27'48"2 | 18    |
| 2            | Edith van Dijk        | Paesi Bassi | 5h 27'50"3 | 16    |
| 3            | Natalya Pankina       | Russia      | 5h 27'53"9 | 14    |
| 4            | Linsy Heister         | Paesi Bassi | 5h 28'08"8 | 12    |
| 5            | Kate Brookes-Peterson | Australia   | 5h 28'09"9 | 10    |
| 6            | Marilyn Cadour        | Francia     | 5h 28'12"1 | 8     |
| 7            | Shelley Clark         | Australia   | 5h 28'22"7 | 6     |
| 8            | Laura La Piana        | Italia      | 5h 29'05"2 | 5     |
| 9            | Esther Nuñez          | Spagna      | 5h 35'57"5 | 4     |
| 10           | Elena Martinez        | Spagna      | 5h 37'51"5 | 3     |
| 11           | Annegret Braun        | Germania    | 5h 39'02"7 | 2     |
| 12           | Camilla Frediani      | Italia      | 5h 39'09"5 | 1     |
| 13           | Micha Burden          | Stati Uniti | 5h 48'15"5 | --    |
| 14           | Erica Rose            | Stati Uniti | 5h 49'14"3 | --    |
| 15           | Christina Krienke     | Germania    | 5h 51'19"8 | --    |
| 16           | Patricia Perreault    | Canada      | 5h 55'32"0 | --    |
| squalificata | Li Hong               | Cina        | --         | --    |

## Trofeo dei campionati
Il trofeo dei campionati mondiali di nuoto di fondo viene assegnato alla nazione che ottiene, nel complesso, i migliori piazzamenti: viene stilata una classifica a punti per i primi 12 classificati di ciascuna gara e i punti vengono sommati senza scarti, facendo poi il totale dei nuotatori maschi e femmine. I punti vengono assegnati così (dal primo al dodicesimo posto:) 18, 16, 14, 12, 10, 8, 6, 5, 4, 3, 2, 1. Se due o più nuotatori arrivano a pari merito viene calcolata la media dei punti assegnati per quelle posizioni.
| posto | Paese       | Uomini | Donne | Totale |
| 1     | Russia      | 63     | 84    | 147    |
| ----- | ----------- | ------ | ----- | ------ |
| 2     | Paesi Bassi | 48     | 30    | 78     |
| 3     | Germania    | 42     | 14    | 56     |
| 4     | Stati Uniti | 34     | 14    | 48     |
| 5     | Spagna      | 15     | 24    | 39     |
| 6     | Australia   | 17     | 21    | 38     |
| 7     | Regno Unito | 16     | 21    | 37     |
| 8     | Rep. Ceca   | 3      | 21    | 24     |
| 9     | Italia      | 15     | 6     | 21     |
| 10    | Francia     | 2      | 16    | 18     |
| 11    | Egitto      | 16     | 0     | 16     |
| 12    | Cina        | 0      | 14    | 14     |
| 13=   | Sudafrica   | 0      | 12    | 12     |
| 13=   | Bulgaria    | 12     | 0     | 12     |
| 15    | Brasile     | 0      | 11    | 11     |
| 16    | Slovenia    | 0      | 8     | 8      |
| 17=   | Grecia      | 4      | 0     | 4      |
| 17=   | Israele     | 4      | 0     | 4      |
| 19=   | Canada      | 3      | 0     | 3      |
| 19=   | Belgio      | 3      | 0     | 3      |
| 21    | Svezia      | 0      | 1     | 1      |